# أزمة دانزيغ (1932)

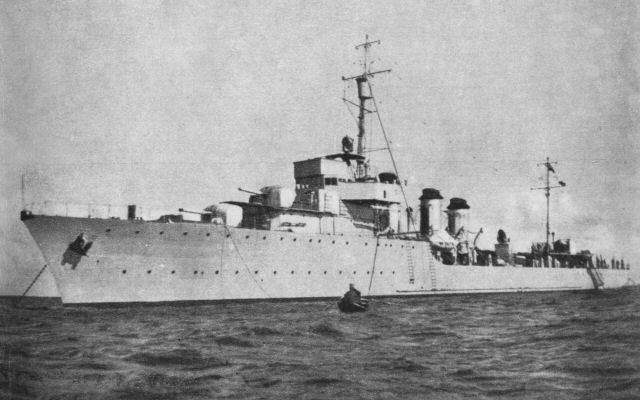
السفينة البولندية ويتشر

أزمة دانزيغ عام 1932 هي حادثة جرت بين مدينة دانزيغ الحرة (غدانسك الحديثة، بولندا) وبولندا بشأن ما إذا كان للحكومة البولندية الحق في وضع سفن حربية في ميناء دانزيغ، إلى جانب مطالبة بولندا بتمثيل دانزيغ مع قوى أجنبية. اندلع الحادث في 14 يونيو 1932عندما قام سرب من المدمرات البريطانية بزيارة دانزيغ واستقبلته المدمرة البولندية ويتشر التي دخلت ميناء دانزيغ دون إذن من مجلس الشيوخ للمدينة الحرة. أدى الحادث إلى تنازل سلطات دانزيغ على مضض عن حق بولندا في تمركز سفنها الحربية في دانزيغ، وتجديد الاتفاقية التي تحكم الحقوق البولندية في المدينة الحرة وداخل بولندا، والتحول نحو البحرية.

## معلومات المراجع
- O'Connell، J.J. (سبتمبر 1939). "Danzig: The Case for Poland". Studies: An Irish Quarterly Review. ج. 28 ع. 111: 391–401.